# دورمامو
دورماومو (بالإنجليزية: Dormammu)‏ هو شخصية خيالية تظهر في الكتب المصورة الأمريكية التي نشرتها مارفل كومكس. ظهرت الشخصية لأول مرة في العدد 126 لسترانجر تالس تحديداً في (نوفمبر/تشرين الثاني 1964)، وقد أُنشِئت من قبل ستان لي وستيف ديتكو.